# Eden Finkelstein
Eden Finkelstein (Guivatayim, 9 de abril de 2000) es una atleta israelí especializada en carreras de 100 y 200 metros y de relevos. En 2022, se proclamó campeón israelí de 200 metros.

## Carrera deportiva
Creció en Givataim y asistió a la escuela secundaria Ort en la ciudad. Sirvió en las Fuerzas de Defensa de Israel como una atleta destacada. Comenzó a entrenar atletismo a una edad temprana en la Asociación Maccabi Tel Aviv y ganó el Campeonato Juvenil Israelí en salto triple y salto de longitud. Sus ex entrenadores fueron Gersh Gershkowitz y Anatoli Shafarn, pasando a entrenar bajo la dirección de Rogel Nachum.
Una de sus primeras apariciones a nivel internacional tuvo lugar en 2019, cuando participó en Estambul (Turquía), en la edición Sub-20 del Campeonato de los Balcanes de Atletismo en Pista Cubierta. Aquí acabaría sendos oros: en la modalidad de 60 metros, gracias a un tiempo de 7,62 segundos, y en el salto de longitud, con una marca de 6,32 metros.
En 2021, en el Campeonato de los Balcanes de Atletismo de Smederevo (Serbia), con el conjunto israelí en los relevos de 4x100 metros quedaban cerca del podio, nuevamente un cuarto (último) puesto, marcando un registro de 45,89 segundos. Más adelante, el equipo estaba registrado para participar en el Campeonato Europeo de Atletismo Sub-23, pero no pudieron finalizar la carrera.
En 2022, en una nueva edición del Campeonato de los Balcanes de Atletismo, ahora en Craiova (Rumania), quedaba octava en los 100 metros, con un tiempo algo superior al de tres años atrás, con 11,90 segundos de marca. Lograba junto a sus compañeras súber al podio y llevarse el bronce en relevos de 4x100 metros con un tiempo de 45,20 segundos.

## Vida personal
Finkelstein es estudiante de informática en la Universidad de Harvard y miembro del equipo de atletismo de la universidad, el Harvard Crimson. Finkelstein es nieta de la política de la Knesset Gila Finkelstein.

## Resultados por competición

### Por temporada
| Representando a Israel | Representando a Israel                                           | Representando a Israel | Representando a Israel | Representando a Israel | Representando a Israel |
| ---------------------- | ---------------------------------------------------------------- | ---------------------- | ---------------------- | ---------------------- | ---------------------- |
| Año                    | Competición                                                      | Lugar                  | Puesto                 | Modalidad              | Marca                  |
| 2019                   | Campeonato de los Balcanes de Atletismo en Pista Cubierta Sub-20 | Estambul               | 1.ª                    | 60 metros              | 7,62 s.                |
| 2019                   | Campeonato de los Balcanes de Atletismo en Pista Cubierta Sub-20 | Estambul               | 1.ª                    | Salto de longitud      | 6,32 m.                |
| 2021                   | Campeonato de los Balcanes de Atletismo                          | Smederevo              | 4.ª                    | Relevos 4x100 metros   | 45,89 s.               |
| 2021                   | Campeonato Europeo de Atletismo Sub-23                           | Tallin                 | -                      | Relevos 4x100 metros   | DNF                    |
| 2022                   | Campeonato de los Balcanes de Atletismo                          | Craiova                | 8.ª                    | 100 metros             | 11,90 s.               |
| 2022                   | Campeonato de los Balcanes de Atletismo                          | Craiova                | 3.ª                    | Relevos 4x100 metros   | 45,20 s.               |

### Mejores marcas
| Disciplina                         | Marca    | Lugar           | Fecha                   |
| ---------------------------------- | -------- | --------------- | ----------------------- |
| 60 metros lisos (exterior)         | 7,47 s.  | Tel Aviv        | 14 de febrero de 2021   |
| 60 metros lisos (pista cubierta)   | 7,59 s.  | Boston          | 22 de enero de 2022     |
| 100 metros lisos (exterior)        | 11,61 s. | Coral Gables    | 26 de marzo de 2022     |
| 200 metros lisos (exterior)        | 24,08 s. | New Haven       | 9 de abril de 2022      |
| Salto de longitud (exterior)       | 6,13 m.  | Hadassah Neurim | 20 de junio de 2021     |
| Salto de longitud (pista cubierta) | 6,32 m.  | Estambul        | 10 de febrero de 2019   |
| Triple salto (exterior)            | 12,27 m. | Tel Aviv        | 24 de diciembre de 2020 |
| Triple salto (pista cubierta)      | 11,75 m. | Cambridge       | 4 de diciembre de 2021  |
| Relevos 4x100 metros               | 45,20 s. | Cracovia        | 18 de junio de 2022     |